# Editorial Toxosoutos
A editorial Toxosoutos és una casa editorial fundada en 1988 a Obre (Noia) amb forts vincles amb Gráficas Sementeira. És un dels membres da Asociación Galega de Editoras. Està centrada en temes relacionats amb la història de Galícia, lingüística i literatura gallega, la cultura celta i biografies. Des del 2001 promou el Premi Història Medieval de Galícia. Els seus principals números d'ISBN són 605, 89129, 95622 e 96259. El seu director més destacat fou Xosé Agrelo Hermo, mort el 2006.

## Col·leccions
- Fasquía (biografies);
- Cruceiro do Rego;
- Divulgació;
- Delfín;
- Ensino;
- Keltia (de temètica celta);
- Nume;
- Seitura;
- Trasmontes;
- Trivium;
- Filolóxica;
- Lingüística;
- Narrativa;
- Memoralia; e
- còmics d'Os barbanzóns de Pepe Carreiro.